# Подгоряну, Суф
Суф Подгоряну (ивр. סוף פודגוראנו‎; 20 января 2002, Хадера, Израиль) — израильский футболист, нападающий клуба «Маккаби». Выступал за сборную Израиля.

## Биография

### Клубная карьера
Воспитанник клуба «Маккаби»(Хайфа). В 2017 году в возрасте 15 лет сыграл в домашнем матче первого раунда юношеской лиги УЕФА с сербским клубом «Бродарац». За основной состав «Маккаби» дебютировал в чемпионате Израиля 3 июня 2020 года, выйдя на замену на 89-й минуте в матче против «Маккаби» (Тель-Авив). В оставшейся части сезона ещё 4 раза выходил на замену и отметился одной голевой передачей.
В июле Подгоряну подписал контракт с итальянским клубом «Рома». Сумма трансфера составила 100 000€. В начале сезона 2020/21 он провёл несколько матчей в молодёжном чемпионате Италии. С ноября стал попадать в заявку основной команды.
В 2021 году перешёл в клуб «Специя». Дебют за «орлят» состоялся 19 сентября в гостевом матче Серии A против «Венеции», заменив Жаниса Антиста.
22 августа 2024 года перешёл на правах аренды в нидерландский «Хераклес». 25 августа дебютировал за клуб в домашнем матче Эредивизи против «Виллема II», выйдя на замену вместо Брайана Лимбомбе на 58-й минуте.

### Карьера в сборной
В составе сборной Израиля до 17 лет был участником отборочного турнира чемпионата Европы 2019, где отметился дублем в ворота сборной Фарерских островов.
В октябре 2021, во время отборочных матчей на чемпионат мира 2022, Подгоряну впервые был вызван в национальную сборную Израиля. 15 ноября того же года дебютировал, сыграв целый домашний матч против Фарерских островов (3:2), в котором отметился голевой передачей.